# Marléne Tamlin
Marléne Miriam Emanuelle Tamlin (tidigare Andersson), född 11 november 1984 i Husby-Rekarne församling, Södermanlands län, är en svensk författare och tidigare miljöpartistisk politiker från Västerås. 
Tamlin var sammankallande i Miljöpartiets partistyrelse 2017-2020, efter ett år som vice sammankallande 2016-2017. Hon blev invald i partistyrelsen 2015 och var kommunalråd i Västerås kommun 2010–2016. Hon var även tillförordnad partisekreterare 2019 efter att Amanda Lind i januari 2019 utsetts till kulturminister.
Tamlin är uppvuxen i Stockholms och Uppsala Län och har studerat Hållbar Utveckling på Mälardalens universitet.

### Barnböcker
- Covve och tvålen - en barnbok om Covid-19 (Drömträdet, 2020)
- Sagan om Bebissagan (Ditt bokförlag, 2020)
- Räkna Får - Brobygget (Drömträdet, 2020)
- Pelle och mössan (Drömträdet, 2021)
- Nora och demokratin - del 1 i serien om Nora - samhällskunskap för de yngsta (Ditt Bokförlag, 2021)
- Nora röstar - del 2 i serien om Nora - samhällskunskap för de yngsta (Ditt Bokförlag, 2021)
- Nora på nämndmöte - del 3 i serien om Nora - samhällskunskap för de yngsta (Ditt Bokförlag, 2021)
- Nora räddar biblioteket - del 4 i serien om Nora - samhällskunskap för de yngsta (Ditt Bokförlag, 2021)
- Nora och klimatet - del 5 i serien om Nora - samhällskunskap för de yngsta (Ditt Bokförlag, 2021)
- Berget som gick sin väg (Drömträdet, 2021)

### Fackböcker
- Meningsfulla Möten - en handbok i mötesledarskap (Drömträdet / Ordning & Röra, 2021)